# 101,7 Pécs FM
A 101,7 Pécs FM egy dél-dunántúli regionális rádió volt, amely 2019. január 28-án indult a pécsi 101,7 MHz-en. Ezen a frekvencián korábban a Dankó Rádió és az MR6 - Régió Rádió adása volt hallható. Műsora Baranya megye mellett Somogy és Tolna megye nagy részén is hallható volt. A rádió zeneileg a 2000-es évek slágereire fókuszált, néhány újdonsággal és az 1990-es évekbeli klasszikusaival fűszerezve. Adásában a zenék mellett helyi hírek és információk, valamint programajánlók kapták a főbb szerepet. A rádió 2021 augusztusában hálózatba kapcsolódott a budapesti székhelyű Best FM-mel, így az önálló 24 órás adás megszűnt és az adó 101,7 Best FM néven sugároz tovább, napi 3 óra helyi műsorral.

## Történet
A pécsi 101,7 MHz-es frekvencián 2004-től a Régió Rádió adása volt hallható, amely Pécs mellett négy további helyszínről, Debrecenből, Győrből, Miskolcról és Szegedről sugárzott napi 11 órában. A Magyar Rádió átszervezésének köszönhetően az adó 2008 nyarán felvette az MR6-A régió rádiója nevet, majd 2010-től esténként átvette az addig kizárólag interneten fogható MR7 - Dalok és Dallamok adását, amelyben magyar nóta-, operett és népdalokat sugároztak. 2012. december 21-én megszüntették a Régió Rádió öt vidéki stúdióját és a másnap szintén megszűnő Dalok és Dallamok mintájára Dankó Rádió néven indított műsorszolgáltatást az MTVA.
2014. január 2-án a Dankó és Kossuth Rádió hálózatfejlesztésének köszönhetően új frekvenciákon vált elérhetővé műsoruk, a Dankó Rádió a Dél-Dunántúlon a 101,7 MHz-ről a 104,6 MHz-re költözött át.
2017-ben a Médiatanács pályázatot írt ki a pécsi 101,7 MHz-re, amire három pályázó adta be jelentkezését. A Médiatanács még abban az évben a három közül kettő pályázatot kizárt az eljárásból, ám az egyik pályázó, a Regionális Rádió Kft. a Kúriához fordult, ugyanis a döntést nem tartotta megalapozottnak. A bírósági eljárás miatt a pályáztatás majdnem egy évig szünetelt, majd annak lezártával végül a Médiatanács 2018 nyarán a P1 Rádió Kft-t hirdette ki nyertesként. A cég eredetileg 101,7 Gold Rádió tervezett műsorszolgáltatást indítani és döntően helyi híreket, közéleti, kulturális, sport- és magazinműsorokat terveztek adni, hazai és európai retro slágerekkel kiegészítve. Hetekkel később azonban a cégcsoporthoz tartozó Mambó Rádió Kft. védjegybejelentési eljárást kezdeményezett a 101,7 Juventus FM névre, így úgy tűnt ezen a néven indul el az új rádió. A P1 Rádió Kft. kérelmet nyújtott be a Médiatanácshoz, hogy az eredeti októberi indulás dátumát január 28-ra módosítsák, amihez hozzájárultak. Decemberben újabb kérelmet nyújtottak be, amelyben kérték az eredeti 101,7 Gold Rádió helyett a 101,7 Pécs FM elnevezés használatát, amelyhez szintén hozzájárult a grémium. 2018 utolsó hetében elkezdődött a tesztadás FM-en és interneten is, amelyben a dalok közötti szignálokban hívták fel a hallgatók figyelmét az új rádió indulására, félóránként reklámmal megszakítva. A 101,7 Pécs FM végül 2019. január 28-án 06:00-kor kezdte meg tényleges adását.
A rádió működésének első fél évében folyamatosan bővült a zenei kínálat, majd a nyár folyamán új munkatársak csatlakoztak a helyi csapathoz, de 2020 tavaszán ritkult a csapat: Czilják Zoltán és Lónyai Linda távozott a stábból. 2020 végével Palotai Tamás műsora is megszűnt, hogy a tulajdonosi körhöz tartozó Pécs Aktuál online televíziós felületének kialakításán dolgozhasson. 2021. március 20-án Bergendi Barnabás vette át Molnár Kristóf szombat délutáni idősávját egy hétre, mielőtt március 28-ától átvette volna a vasárnap reggeli sávot Ragoncsa Ritától. 2021. július 3-án visszatért a Pécs Café, a közéleti magazin, ami az utolsó adásnapig szombaton és vasárnap reggel is hallható volt, műsorvezetője H. Horváth László vagy Molnár Kristóf volt.
2021. július 20-án bejelentették, hogy a rádió augusztus 1-jétől hálózatba kapcsolódik a Best FM-mel és az adó 101,7 Best FM néven sugároz tovább, napi 3 óra helyi műsorral, hétvégéken 15 és 17 óra között folytatva a Pécs Cafét.

## Munkatársak
A stáb tagjai nagyrészt a 2012 és 2017 között 24 órás helyi adóként működő baranyai Rádió 1 munkatársai voltak. Az akkori pécsi, komlói, villányi és mohácsi frekvencia 2017 májusában csatlakozott az újraindult budapesti Rádió 1 hálózathoz, így a műsorvezetők már csak a délelőtti helyi idősávban voltak hallhatóak. Az új pécsi rádió indulása előtt a műsorvezetők elbúcsúztak a Rádió 1 hallgatóitól, helyüket mind a 4 frekvencián Török Mónika vette át. 2019 nyarán csatlakozott a csapathoz a baranyai Rádió 1 egyik volt hírszerkesztője, Ragoncsa Rita, illetve Lónyai Linda, aki a Heves megyei Rádió 1 munkatársa volt. 2020 áprilisától 2021 júliusáig műsorvezetés hétköznap reggel 7 és este 6, hétvégén pedig reggel 8 és este 6 óra között volt, végül hétvégén már reggel 6-tól volt műsorvezetés.
A helyi adás megszűnése után Molnár Kristóf, H. Horváth László, Bergendi Barnabás és Incze Annamária a Best FM pécsi helyi adásában hallhatóak, míg Ragoncsa Rita az RTL Híradójának egyik női riportere lett.

### Műsorvezetők
- Molnár Kristóf
- H. Horváth László
- Bergendi Barnabás
- Czilják Zoltán
- Palotai Tamás
- Ragoncsa Rita
- Lónyai Linda

### Hírszerkesztők
A 101,7 Pécs FM-en hétköznapokon 06:00 és 22:00 között, hétvégéken pedig 06:00 és 20:00 között voltak hallhatóak hírek, 06:00 és 10:00 között félóránként. Minden hajnalban 05:00 és 06:30-kor Pécsbook címmel 8 perces hírösszefoglaló volt hallható. Hétvégén a hírblokkokban a hét legfontosabb pécsi híreiből válogattak a hírszerkesztők.
- Incze Annamária
- Ragoncsa Rita
- Török Mónika